# 김민석 (1999년)
김민석(1999년 8월 12일 ~ )은 대한민국의 가수였으며 과거 대한민국 보이 그룹 온앤오프의 메인댄서를 맡았었다. 개인적인 사정으로 온앤오프 탈퇴하고 연예계를 떠나 일반인으로 돌아갔다.